# Steve Cantamessa
Steve G. Cantamessa (geboren zwischen 1941 und 1981) ist ein US-amerikanischer Tonmeister.

## Leben
Steve Cantamessa, Sohn des Tontechnikers Gene Cantamessa, begann seine Karriere Ende der 1970er Jahre zunächst als Tonassistent beim Fernsehen, so war er zwischen 1980 und 1984 an 118 Episoden der Seifenoper Dallas beteiligt. Ab Mitte der 1980er Jahre erhielt er vermehrt Filmengagements, und ab 1993 arbeitete er als Tonmeister, so unter anderem an Hollywoodproduktionen wie Wag the Dog – Wenn der Schwanz mit dem Hund wedelt, Sphere – Die Macht aus dem All und Teuflisch sowie von 1994 bis 1997 an der Jugendserie Party of Five und 1998 bis 2002 an der Science-Fiction-Serie Akte X – Die unheimlichen Fälle des FBI. Hierfür erhielt er 2000 den Primetime Emmy. 2005 wurde er gemeinsam mit Scott Millan, Greg Orloff und Bob Beemer mit dem Oscar in der Kategorie Bester Ton für Ray ausgezeichnet. Zudem erhielt er in diesem Jahr den BAFTA Film Award in der Kategorie „Bester Ton“.

## Filmografie (Auswahl)
- 1981: Mel Brooks – Die verrückte Geschichte der Welt (History of the World, Part I)
- 1986: Star Trek IV: Zurück in die Gegenwart (Star Trek IV: The Voyage Home)
- 1987: Das Wunder in der 8. Straße (*batteries not included)
- 1989: Ghostbusters II
- 1991: In Sachen Henry (Regarding Henry)
- 1991: Star Trek VI: Das unentdeckte Land (Star Trek VI: The Undiscovered Country)
- 1997: Wag the Dog – Wenn der Schwanz mit dem Hund wedelt (Wag the Dog)
- 1998: Sphere – Die Macht aus dem All (Sphere)
- 2000: Teuflisch (Bedazzled)
- 2002: Showtime
- 2004: Ray
- 2005: Das Schwiegermonster (Monster-in-Law)
- 2005: Mr. & Mrs. Smith
- 2007: Born to Be Wild – Saumäßig unterwegs (Wild Hogs)
- 2008: Tropic Thunder
- 2009: Ausgequetscht (Extract)
- 2010: Date Night – Gangster für eine Nacht (Date Night)
- 2011: Die Muppets (The Muppets)
- 2013: Movie 43
- 2014: Muppets Most Wanted
- 2015: Der Kaufhaus Cop 2 (Paul Blart: Mall Cop 2)
- 2016: Ghostbusters
- 2018: The Cloverfield Paradox
- 2020: The New Mutants

## Auszeichnungen
- 2005: Oscar in der Kategorie Bester Ton für Ray
- 2005: BAFTA Film Award in der Kategorie Bester Ton für Ray